# ユーリ・バース
ユーリ・バース（Youri Baas、2003年3月17日 - ）は、オランダ・オーストフォールネ出身のサッカー選手。アヤックス・アムステルダム所属。ポジションはディフェンダー。

## クラブ経歴
南ホラント州のオーストフォールネに生まれ、2017年にSBVエクセルシオールからアヤックス・アムステルダムの下部組織に移籍した。2020年12月11日、エールステ・ディヴィジのデ・フラーフスハップ戦にて、途中交代でヨング・アヤックスでのプロデビューを果たした。翌年の3月24日は、クラブとの契約を3年間延長して2024年までとした。
2023年7月5日、2023-24シーズンはNECナイメヘンへレンタル移籍することが決定した。